# さくら観光バス
さくら観光バス株式会社（さくらかんこうばす）とは、埼玉県・東京都・千葉県・茨城県古河市および猿島郡五霞町を中心として貸切バス・高速バス事業を行う会社である。

## 概要
グループ会社として旅行会社の旅クラブジャパンがある。代表取締役社長は日本登録支援機関協会理事・倫理協同組合代表理事を務める天野正幸。

## 事業所
- 本社営業所
  - 埼玉県久喜市菖蒲町三箇2470-1
- 東京営業所
  - 東京都足立区舎人1丁目21-15
- 上尾営業所
  - 埼玉県上尾市小敷谷506-1
- 千葉営業所
  - 千葉県流山市中野久木428-1

## 現行路線

### ミルキーウェイエクスプレス
- 大宮駅西口 - 東京駅八重洲口鍛冶橋駐車場 - 町田駅 - 京都駅八条口 - 梅田プラザモータープール - 難波OCAT（湊町バスターミナル）
- 大宮駅西口 - 東京駅八重洲口鍛冶橋駐車場 - 梅田プラザモータープール - 難波OCAT（湊町バスターミナル）
- 大宮駅西口 - さいたま新都心バスターミナル - 東京駅八重洲口鍛冶橋駐車場 - 難波OCAT（湊町バスターミナル） - 天王寺公園東バス駐車場
- 大宮駅西口 - 東京駅八重洲口鍛冶橋駐車場 - 名古屋栄 - 名古屋駅前（ミッドランドスクエア前）
- さいたま新都心バスターミナル - 大宮駅西口 - 新宿高速バスターミナル（バスタ新宿） - 名古屋南笹島ライブ
- 東京駅八重洲口鍛冶橋駐車場 - 池袋サンシャインバスターミナル - 梅田プラザモータープール - 天王寺公園東バス駐車場
- 東京駅八重洲口鍛冶橋駐車場 - 横浜駅東口スカイビル2階ペデストリアンデッキ - 名古屋栄 - 名古屋駅前（ミッドランドスクエア前）
- 東京駅八重洲口鍛冶橋駐車場 - 大宮駅西口 - さくらバスターミナル（仙台駅東口）
- 柏駅西口 - 流山おおたかの森駅西口 - 池袋サンシャインバスターミナル - 京都駅八条口 - 梅田プラザモータープール
- 柏駅西口 - 流山おおたかの森駅西口 - 池袋サンシャインバスターミナル - 名古屋栄 - 名古屋駅前（ミッドランドスクエア前）
- 久喜市菖蒲バスターミナル - 久喜駅西口 - 池袋サンシャインバスターミナル - 新宿高速バスターミナル（バスタ新宿） - 京都駅八条口 - 難波OCAT（湊町バスターミナル）

## 事件・事故

### 京都駅乗客置き去り事件
2022年（令和4年）9月4日、22時10分難波OCAT（湊町バスターミナル）発、東京・埼玉方面行のミルキーウェイCJ110便にて空調トラブルが発生し、京都駅にて23時55分ごろに乗客を降ろし運行を打ち切った。この件について、さくら観光バスの担当者は、乗客が立ち去ると認識するに至るような「コミュニケーション不足」については認めたが、「バス代金（8500円）だけではなく、誠意として総額で1万5000円あるいは1万6000円を渡している」とし、「空調トラブルのまま走行を続けていた場合の熱中症などのリスクを考えると、ある程度、適切な処置だったと考えられる」との見解を示した。
事件発生後、さくら高速バスを運行する、さくら観光バスと社名の似た福島県白河市のバス会社「桜交通」および「さくら観光」に、本件に関する問い合わせが複数あったとし、「弊社グループが運行するバスではございません。」とホームページとTwitterにて表明した。